# Militza Castro
Militza Castro Morales (ur. 13 marca 1976) – portorykańska lekkoatletka, sprinterka. Uczestniczka Letnich Igrzysk Olimpijskich w Sydney.

## Starty
W 2000 Castro reprezentowała Portoryko podczas igrzysk olimpijskich w Sydney, gdzie biegła na pierwszej zmianie sztafety 4 x 400 metrów, sztafeta Portoryko z czasem 3:33,30 ustanowiła rekord kraju, jednak 6. lokata w swoim biegu (18. w zestawieniu ogólnym) nie dała drużynie awansu do finału.
Jest również złotą i brązową medalistką mistrzostw Ameryki Środkowej i Karaibów juniorów w lekkoatletyce, a także medalistką Mistrzostw ibero-amerykańskich w lekkoatletyce, mistrzostw Ameryki Środkowej i Karaibów w lekkoatletyce oraz igrzysk Ameryki Środkowej i Karaibów. W 2006 podczas mistrzostw ibero-amerykańskich w portorykańskim Ponce, sztafeta gospodarzy igrzysk pobiła rekord kraju w biegu 4x100 metrów z wynikiem 44,50, zdobywając przy tym srebrny medal. 

## Rekordy życiowe
- bieg na 400 m – 53,56 (2003)